# El Cañafístulo
El Cañafístulo è un comune (corregimiento) della Repubblica di Panama situato nel distretto di Pocrí, provincia di Los Santos. Si estende su una superficie di 58,4 km² e conta una popolazione di 363 abitanti (censimento 2010).